# Your Silence Will Not Protect You
Your Silence Will Not Protect You es una colección de ensayos, discursos y poemas de 2017 de la autora y poeta afroestadounidense Audre Lorde publicados tras su muerte. La colección se centra en temas clave como convertir el lenguaje en acción, el silencio como forma de violencia y la importancia de la historia. Lorde se describe a sí misma como "negra, lesbiana, madre, guerrera, poeta" y aborda las dificultades de comunicación entre mujeres blancas y negras.
La colección consta de cinco secciones: un prefacio de Reni Eddo-Lodge, una introducción de Sara Ahmed, 13 ensayos, 17 poemas y una Nota sobre el texto. Como se indica en la Nota, muchos de los ensayos de la colección se presentaron como conferencias celebradas por todo Estados Unidos. Además, Lorde a menudo revisaba sus poemas y los volvía a publicar, por lo que muchos de los poemas son las últimas versiones de su obra.

## Historia
Tu silencio no te protegerá se publicó para reunir por primera vez en un volumen la poesía, las conferencias y los ensayos esenciales de Lorde. Como afirma Silver Press, "su extraordinaria creencia en el poder del lenguaje -de la palabra- para articular la identidad, enfrentarse a la injusticia y provocar el cambio en el mundo sigue siendo tan transformadora hoy como entonces, y no menos urgente".

### Título
""Your Silence Will Not Protect You"" es una cita del primer ensayo que aparece en el libro, The Transformation of Silence into Language and Action. Ella afirma: "Mis silencios no me habían protegido. Tus silencios no te protegerán a ti". Esto hace referencia a su creencia en deber hablar por una misma y llevar el lenguaje a la acción.

## Sinopsis

### Ensayos
En The Transformation of Silence into Language and Action, Lorde aborda varios temas recurrentes a lo largo del libro: el silencio como forma de violencia, la transformación del lenguaje en acción y la escisión del movimiento feminista. Argumentó que utilizar su voz para hablar y conectar con otras mujeres durante su tratamiento le dio fuerza: "No soy una víctima, también soy una guerrera".
Uses of the Erotic: The Erotic as Power habla de cómo cada persona tiene tipos de poder que utiliza y otros que no. Habla de la dicotomía de la sexualidad y, en particular, de cómo se ha impedido a las mujeres utilizar su poder. También argumentó que la conexión erótica puede utilizarse como forma de exploración para la autoexpresión, "Se nos ha enseñado a sospechar de este recurso, vilipendiado, abusado y devaluado dentro de la sociedad occidental". En contacto con lo erótico, estoy menos dispuesta a aceptar la impotencia... como la resignación, la desesperación, el desinterés, la depresión, la negación de uno mismo".
A Conversation between Audre Lorde and Adrienne Rich analiza diferentes períodos de la vida de Lorde y sus luchas con la familia, la escritura y la enseñanza. Analiza cómo las mujeres negras han sido agredidas y abusadas sexualmente durante tiempos de revolución. Recuerda: "Y mientras intentábamos hablarles como mujeres, lo único que oíamos era: "La revolución está aquí, ¿verdad? '. Ver cómo se utilizaba y abusaba de las mujeres negras fue doloroso”. También destaca las diferencias a la hora de proteger a las propias comunidades: "Y esto es lo que ocurre entre hombres y mujeres negros, porque hemos perfeccionado cierto tipo de armas que las mujeres y los hombres blancos no han compartido".
The Master's Tools Will Never Dismantle the Master's House (Las herramientas del amo nunca desmantelarán la casa del amo) es un comentario sobre una conferencia que Lorde pronunció en la Segunda Conferencia sobre Sexo de la Universidad de Nueva York en 1978. Critica la falta de representación de "las mujeres pobres, las negras, las del Tercer Mundo y las lesbianas", ya que se le había pedido que hablara en el panel "Lo personal y lo político". Argumentó que a las mujeres pobres, negras, mayores, lesbianas, y a las diferentes intersecciones de estos grupos, se las ha considerado solas e impopulares. Afirma: "Porque las herramientas del amo nunca desmantelarán la casa del amo. Puede que nos permitan temporalmente ganarle en su propio juego, pero nunca nos permitirán lograr un cambio genuino". Lorde reclamó el reconocimiento y la representación de las diferencias entre mujeres para luchar contra la desigualdad y la supervivencia.

### Poemas
En Equinox, Lorde describe acontecimientos históricos que coinciden con acontecimientos de su vida. Describe que el año en que nació su hija fue el mismo en que murió W. E. B. Du Bois, y el mismo en que ella marchó a Washington. El mismo año en que John F. Kennedy se cayó de un tejado, describe cómo su casa se incendió sin nadie dentro. Al día siguiente Malcolm X fue asesinado a tiros. Reflexiona sobre cómo sus hijos hablan de "primavera y paz" y se pregunta si algún día entenderán del todo la lucha que tienen que librar los activistas y las comunidades negras para sobrevivir. En A Conversation between Audre Lorde and Adrienne Rich, Lorde afirma: "Que esto era lo máximo que podíamos hacer, mientras construíamos un futuro más sano. Pero que estábamos en esa clase de peligro. Y aquí era realidad, de hecho. Algunos de los poemas, -Equinox es uno de ellos- proceden de entonces".
En For Each Of You, Lorde refuerza la idea de sentirse orgullosa y decir lo que se piensa, especialmente para la comunidad negra. Le dice a la gente que "esté orgullosa de lo que es y de lo que será", y que "hable con orgullo a sus hijos dondequiera que los encuentre". Según una serie de entrevistas realizadas a Lorde, este poema "insta a las mujeres, a las mujeres negras en concreto, a romper su silencio, porque es la única manera de abrirse paso unas a otras".
En A Poem For Women in Rage, Lorde imagina a una mujer negra que quiere matar a una mujer blanca que espera a su amante lesbiana. A través de la furia y la rabia, se enfrenta a los problemas entre las mujeres blancas y negras y afirma "lloro por saber el nombre de esas calles que mis pies han gastado corriendo y por qué nunca me servirán". Como negra, lesbiana y feminista, Lorde se enfrentó a las desigualdades entre el trato que recibían las lesbianas blancas y negras en los espacios públicos. En el poema descarga su rabia contra esta hipotética persona para mostrar su enfado por tales desigualdades.
Sister Outsider es un poema que también es un libro homónimo de Lorde. Lorde compara cómo "nacimos pobres en una época en la que nunca tocábamos el hambre de los demás", pero que ahora, los niños son educados para respetarse a sí mismos y a los demás. Lorde argumenta que, aunque aceptar y reconocer las mejores partes de uno mismo es importante, también lo es reconocer las partes oscuras.

## Contenido
Esta colección contiene 13 ensayos y 17 poemas. Los ensayos también incluyen varias conferencias.